# 沃利河 (維切格達河支流)
沃利河是俄羅斯的河流，屬於維切格達河的右支流，由科密共和國負責管轄，河道全長174公里，流域面積1,810平方公里，發源自季曼嶺，河水主要來自融雪。